# Austrophorocera minor
Austrophorocera minor là một loài ruồi trong họ Tachinidae.